# Ụ̀
Ụ̀ (minuscule : ụ̀), appelé U accent grave point souscrit, est une lettre latine utilisée dans l’écriture de l’ezaa, de l’igede et de l’izi.
Il s’agit de la lettre U diacritée d’un accent grave et d’un point souscrit.

## Usage informatique
Le U accent grave point souscrit peut être représenté avec les caractères Unicode suivants : 
- précomposé (latin étendu additionnel, diacritiques)[1],[2] :

| formes    | représentations | chaînes de caractères | points de code | descriptions                                                      |
| --------- | --------------- | --------------------- | -------------- | ----------------------------------------------------------------- |
| capitale  | Ụ̀               | Ụ◌̀                    | U+1EE4 U+0300  | lettre majuscule latine u point souscrit diacritique accent grave |
| minuscule | ụ̀               | ụ◌̀                    | U+1EE5 U+0300  | lettre minuscule latine u point souscrit diacritique accent grave |

- décomposé et normalisé NFD (latin de base, diacritiques) :

| formes    | représentations | chaînes de caractères | points de code       | descriptions                                                                  |
| --------- | --------------- | --------------------- | -------------------- | ----------------------------------------------------------------------------- |
| capitale  | Ụ̀               | U◌̣◌̀                   | U+0055 U+0323 U+0300 | lettre majuscule latine u diacritique point souscrit diacritique accent grave |
| minuscule | ụ̀               | u◌̣◌̀                   | U+0075 U+0323 U+0300 | lettre minuscule latine u diacritique point souscrit diacritique accent grave |